# 梅格·瑞安
梅格·瑞安（英語：Meg Ryan，1961年11月19日—），是一位美國女演員。首部讓她走紅而且知名度大增的浪漫喜劇是1989的《當哈利遇上莎莉》，這為她贏得金球獎最佳女主角提名，成為90年代至20年代初期最成功的女演員之一。最具知名度的演出及電影角色有1989年的《当哈利碰上莎莉》，1990年的《跳火山的人》，1993年的《西雅圖夜未眠》及1998年的《電子情書》，全球累積票房超過 8.7億美元，其中《跳火山的人》、《西雅圖夜未眠》及《電子情書》皆是與湯姆·漢克對手演出。

## 早年生活
瑞安出生於美國康涅狄格州費爾菲爾德，她的母亲苏珊·乔丹曾经是一名演员和英语教师，父亲哈里·海拉是一名数学教师。她父亲有波兰血统。她从小信奉天主教，在费尔菲尔德的圣庇护十号小学上学。她有两个姐妹，戴娜和安妮，还有一个弟弟，音乐家安德鲁·海拉，是比利皮尔格林乐队的成员。她的父母在1976年离婚，当时她15岁。

## 電影作品
- 2023年：《之後發生了什麼》（What Happens Later）
- 2015年：《伊薩卡的電報》（Ithaca）
- 2009年：《大老婆的瘋狂反擊（英语：Serious Moonlight (2009 film)）》（Serious Moonlight）
- 2008年：《女人至上（英语：The Women (2008 film)）》（The Women）
- 2008年：《我媽的新男友》（My Mom's New Boyfriend）
- 2008年：《王牌大製騙（英语：The Deal (2008 film)）》（The Deal）
- 2007年：《女人領地》（In the Land of Women）
- 2004年：《奮力一擊》（Against the Ropes）
- 2003年：《凶 線 第 六 感（英语：In the Cut (film)）》（In the Cut）
- 2001年：《穿越時空愛上你》（Kate & Leopold）
- 2000年：《來電傳情》（Hanging Up）
- 2000年：《千驚萬險》（Proof of Life）
- 1998年：《浮世男女（英语：Hurlyburly (film)）》（Hurlyburly）
- 1998年：《X情人》（City of Angels）
  - 獲提名土星獎最佳女主角
- 1998年：《電子情書》（You've Got Mail）
  - 獲提名金球獎最佳音樂及喜劇類電影女主角
- 1997年：《為你瘋狂》（Addicted to Love）
- 1997年：《真假公主－安娜塔西亞》（Anastasia），配音演出
- 1996年：《火線勇氣》（Courage Under Fire）
- 1995年：《情定巴黎（英语：French Kiss (1995 film)）》（French Kiss）
- 1995年：《亂世情緣（英语：Restoration (1995 film)）》（Restoration）
- 1994年：《當男人愛上女人（英语：When a Man Loves a Woman (film)）》（When a Man Loves a Woman）
  - 獲提名美國演員工會獎最佳女主角
- 1994年：《愛神有約（英语：I.Q. (film)）》（I.Q.）
- 1994年：《世界電影風雲 》（A Century of Cinema），紀錄片
- 1993年：《西雅圖夜未眠》（Sleepless in Seattle）
  - 獲提名金球獎最佳音樂及喜劇類電影女主角
- 1993年：《無情大地有情天（英语：Flesh and Bone (film)）》（Flesh and Bone）
- 1992年：《神 魂 顛 倒 第 六 感（英语：Prelude to a Kiss (film)）》（Prelude to a Kiss）
- 1991年：《門》（The Doors）
- 1990年：《跳火山的人》（Joe Versus the Volcano）
- 1989年：《當哈利碰上莎莉》（When Harry Met Sally...）
  - 獲提名金球獎最佳音樂及喜劇類電影女主角
- 1988年：《死亡漩渦 》（D.O.A.）
- 1988年：《普西迪基地（英语：The Presidio (film)） 》（The Presidio）
- 1987年：《錦繡年華（英语：Promised Land (1987 film)） 》（Promised Land）
- 1987年：《驚異大奇航 》（Innerspace）
- 1986年：《捍衛戰士》（Top Gun）
- 1986年：《霹靂保鑣（英语：Armed and Dangerous (1986 film)） 》（Armed and Dangerous）
- 1983年：《鬼屋3 》（Amityville 3-D）
- 1981年：《瓊樓夢痕話當年（英语：Rich and Famous (1981 film)）》（Rich and Famous）